# Noordelijke spoorlijn
De Noordelijke spoorlijn (Russisch: Северная железная дорога, [Severnja zjeleznaja doroga]) is een spoorwegnet in het noorden en noordoosten van Europees Rusland. Het netwerk is vooral van belang voor de delfstoffenindustrie (onder andere een kwart van al het hout) van het Noordwestelijk Federaal District. De spoorlijn loopt door 7 deelgebieden, waarvan de oblast Archangelsk en de autonome deelrepubliek Komi de belangrijkste zijn. De spoorlijn heeft haar uiteinde aan de oostzijde van de Arctische Oeral bij de stad Labytnangi in het autonome district Jamalië.
De spoorlijn grenst aan de Moskouspoorlijn, de Oktoberspoorlijn en de Gorkispoorlijn.

## Geschiedenis
Het eerste gedeelte van het spoor werd gelegd in 1868 tussen Novki (oblast Vladimir) via Sjoeja (oblast Ivanovo) naar Ivanovo. Tussen 1870 en 1872 werden spoorlijnen aangelegd van Aleksandrov via Jaroslavl en Danilov naar Vologda, van Rybinsk naar Sonkovo en van Ivanovo via Jermolino naar Kinesjma. Begin 20e eeuw werden spoorlijnen aangelegd vanuit Kostroma en vanuit Rybinsk naar Jaroslavl, wat het begin vormde van het spoorknooppunt bij Jaroslavl. In 1898 werd een smalspoorlijn aangelegd van Vologda naar Archangelsk, die iets later werd vervangen door een breedspoorlijn. In 1906 kwam een spoorlijn van Tsjerepovets via Vologda naar Vjatka. Onder de Sovjet-Unie werd de Petsjoraspoorlijn aangelegd vanuit Centraal-Rusland naar het steenkoolbekken van Petsjora. Het eerste deel hiervan, tussen Soesolovka en Kotlas werd echter al in 1899 gebouwd. De hoofdroute tussen Konosja en Vorkoeta werd gebouwd vanaf 1939 door duizenden Goelagdwangarbeiders en geopend in 1941. Tijdens de Belegering van Leningrad omvatten de steenkoolleveringen uit de Arctische gebieden, zoals het Petsjorabekken en het Industriegebied Norilsk 70% van alle brandstof voor Leningrad.
Oorspronkelijk was het in de jaren veertig de bedoeling de lijn te verlengen naar Mys Kamenny op het schiereiland Jamal voor de bouw van een diepzeehaven. Daarvoor werd een spoorlijn bij Tsjoem afgetakt naar de Ob, om vanaf Obskoj (Obskaja) iets voor Labytnangi naar het noorden een nieuwe aftakking naar het noorden te maken. Later bleek het water van de Obboezem echter veel te ondiep en werd daarom een spoorlijn gepland van Salechard naar Igarka, om een diepzeehaven aan de Jenisej te kunnen maken. De bouw van deze poolcirkelspoorlijn was echter zeer duur en werd bij de dood van Stalin in 1953 halfafgebouwd aan zijn lot overgelaten.
In 1959 werd de huidige indeling van het spoorlijnsysteem ingesteld. In de jaren zeventig werden spoorlijnen aangelegd voor de bosbouw van Archangelsk naar Karpogory (oblast Archangelsk) en van Mikoen naar Koslan met een aftakking naar Vendiga (Komi). Een andere lijn voor de bosbouw werd gebouwd van Sosnogorsk naar Troitsko-Petsjorsk. Voor de oliewinning werd een spoorlijn aangelegd van Synja naar Oesinsk, waarvoor plannen zijn om deze in de toekomst door te trekken naar Narjan-Mar. Van Jadricha werd een spoorlijn afgetakt naar Veliki Oestjoeg en van Pervoesjino naar Zavolzjsk. Door de ontwikkeling van de olie- en gasindustrie vanaf de jaren zestig begon ook het belang van het gedeelte van Tsjoem naar Labytnangi toe te nemen. Vanuit Labytnangi werden de velden van de gasvelden Oerengoj en Jamburg.
De poolcirkelspoorlijn, waarvan door de olie- en gasindustrie gedeelten nog functioneren of weer functioneren, wordt momenteel in het kader van het project Industriële Oeral - Arctische Oeral voor de verbinding van de olie- en gasgebieden van Jamalië met de rest van Rusland voor een deel opnieuw aangelegd. Ook wordt de spoorlijn vanaf Obskoj sinds eind jaren tachtig verlengd naar Bovanenkovski en Charasavej op het schiereiland Jamal voor de olie- en gaswinning aldaar.

## Deelgebieden waar de spoorlijn doorheen loopt
- oblast Archangelsk
- oblast Ivanovo
- oblast Jaroslavl
- oblast Kirov (klein gedeelte)
- oblast Kostroma
- oblast Vladimir (klein gedeelte)
- oblast Vologda (grotendeels)
- deelrepubliek Komi
- autonoom district Jamalië (klein gedeelte)

## Belangrijke steden aan de lijn
- Archangelsk en Severodvinsk (havencomplexen)
- Jaroslavl en Oechta (olieraffinage)
- Kotlas (pulp- en papierindustrie)
- Labytnangi (olie- en gasindustrie)
- Plesetsk Kosmodroom (ruimtevaart)
- Syktyvkar (bosbouw)
- Tsjerepovets (metallurgie)
- Vorkoeta (steenkoolmijnbouw)

## Departementen
- Archangelskoje (Архангельское) bij Archangelsk
- Jaroslavskoje (Ярославское) bij Jaroslavl
- Solvytsjegodskoje (Сольвычегодское) bij Vytsjegodski (bij Kotlas)
- Sosnogorskoje (Сосногорское) bij Sosnogorsk
- Vologodskoje (Вологодское) bij Vologda